# Агапий Ландос
Ага́пий Ла́ндос (греч. Αγάπιος Λάνδος‎; конец XVI или начало XVII века, Ираклион — между 1664 и 1667 годами, Венеция) — греческий христианский монах, писатель, поэт, гимнограф, переводчик и издатель.
Ландос родился на Крите, в городе Ираклион. В крещении он получил имя Афанасий. Образование Афанасий получил вначале на родине; а затем в Венеции, где он изучал греческую и латинскую словесность. Он возвратился на Крит и жил в городах Фурна и Иерапетра. До 1616 года Афанасий почти два года служил в Ираклионе секретарем у венецианского вельможи  Андреа Корнаро, помещика деревни Трапсан на Крите. Андреа Корнаро — ученый мыслитель и поэт. Афанасий переписывал его греческие и итальянские стихи. О Корнаре Ландос отозвался с большим уважением в книге «Грешников спасение». Точно неизвестно, когда Ландос принял решение оставить мир и удалиться на Афон. Здесь, в Лавре святого Афанасия, он принял иноческий постриг и получил монашеское имя Агапий. После того как Агапий прожил два года в общежительном монастыре — в Лавре святого Афанасия, он покидает обитель и переселяется в келью  для занятия богомыслием.
В скиту Агапий читает имевшиеся у него собственные греческие и итальянские книги, а также книги библиотеки Святого Афона; здесь же он пишет книги собственного сочинения. Агапий начинает заниматься проповедничеством, он объезжает острова Эгейского моря: Сирос, Андрос, Сифнос и другие, а также захваченный турками Пелопоннес. Во время своих поездок Агапий собирает денежные средства для издания своих книг. Он трижды побывал в Венеции, где на собранные деньги, в греческих типографиях издал более десяти книг, а некоторые из них вторым изданием. В собственных предисловиях к книгам Агапий говорит о тех бедствиях, которые постигали его в путешествиях, о нехватке средств и просит обязательно прочесть книги, подготовленные им с таким трудом. Книги Агапия написаны на народном греческом языке, пользовались огромной популярностью. В Венеции Агапий и умер. Неизданные произведения Агапия, по некоторым данным хранились в греческой церкви святого Георгия в Венеции (Сан-Джорджо-деи-Гречи). В рукописных переводах сочинения Агапия были распространены у южных славян с конца XVII — до первой половины XIX века. Ландос имел познания в медицине и ботанике одна из его книг «Βιβλίον καλούμενον Γεωπονικόν»  («Книга называемая Земледелие») содержит знания по земледелию и медицине.

## Сочинения
- «Путеводитель христиан» = «Χριστιανών Οδηγία» (греч.). — 1685. (Раскрывает три великие добродетели (веру, надежду, любовь).
- Αγαπίου μοναχού του Κρητός. «Чинопоследование и житие святого  славного священномученика Модеста, архиепископа Иерусалимского чудотворца» = «Ακολουθία και βίος του αγίου ενδόξου ιερομάρτυρος Μοδέστου, αρχιεπισκόπου Ιεροσολύμων του θαυματουργού» (греч.). — 1819.
- Αγαπίου μοναχού του Κρητός. «Книга называемая Земледелие» = «Βιβλίον καλούμενον Γεωπονικόν» (греч.). — 1620. (Содержит знания по земледелию и медицине).
- Αγαπίου μοναχού του Κρητός. «Книга называемая Грешников спасение» = «Βιβλίον ωραιότατον καλούμενον Αμαρτωλών Σωτηρία» (греч.) / Переводчик: Маркова А.. — Единецко-Бричанская епархия, 1641. — ISBN 5-7877-0028-7. (Состоит из трёх частей: первая — обозрение грехов и указание средств к их исцелению; вторая — трактат об искуплении и добродетелях, которые ведут к искуплению; третья — рассказы о чудесах, совершенных Богородицей ради спасения грешников. Материал, как пишет сам автор, им заимствован по большей части из западных трактатов, в основном из сочинений П. Сезара «Livres sur les miracles» («Книги о чудесах») и Ф. де Сильва «Miracoli de la Madonna» («Чудеса Богородицы»). Труд переиздавался более 10 раз и был переведен на арабский язык. В 1685-1686 годах переведен на церковнославянский язык афонским монах Самуилом Бакачичем. В 1704—1705 годах монахи Чудова монастыря Дамаскин и Евфимий сделали др. перевод этого сочинения на церковнославянский язык, озаглавленный «Книга преизрядная, именуемая Амартолонъ сотирія, сиречь Грешныхъ спасеніе». В 2003 году книга переведена на русский язык).
- Αγαπίου μοναχού του Κρητός. «Новый Рай» = «Νέος Παράδεισος»: Ήτοι λόγοι διάφοροι και βίοι αγίων (греч.). — 1641. (Содержит жития святых Симеона Метафраста (простым языком)).
- Αγαπίου μοναχού του Κρητός. «Душеспасительная Псалтырь Давида, пророка и царя» = «Το ψυχοσωτήριον ψαλτήριον Δαβίδ του προφήτου και βασιλέως» (греч.). — 1643. (Содержит изъяснение псалмов, написанное святителем Феодоритом Киррским (простым языком)).
- Αγαπίου μοναχού του Κρητός. «Богородичная Книга» = Θεοτοκάριον ωραιότατον και χαρμόσυνονΘεοτοκάριον (греч.). — 1643. (Содержит подбор песнопений и тропарей Богородице из различных церковных книг).
- Αγαπίου μοναχού του Κρητός. «Ножны» = «Εγχειρίδιον καλούμενον Θηκαράς». : Εν ω εισί γεγραμμένοι Ύμνοι τε και ευχαί εις δόξαν της υπερυμνήτου, και αδιαιρέτου Τριάδος, Πατρός, Υιού και Αγίου Πνεύματος (греч.). — 1643. (Содержит гимны и молитвы Святой Троице).
- Αγαπίου μοναχού του Κρητός. «Книга называемая Избранное» = «Βιβλίον καλούμενον Εκλόγιον»: τουτέστιν οι ωραιότεροι Βίοι των αγίων… (греч.). — 1644. (Содержит подборку из прекраснейших, как он выражается, житий святых Симеона Метафраста (простым языком)).
- «Троический Октоих» = «Τριαδική Οκτώηχος». — 1656. (Содержит каноны Троице и Христу, иногда собственного сочинения, иногда из древних отцов. Посмертно изданы).
- Αγαπίου μοναχού του Κρητός. «Книга называемая Воскресный путь» = «Βιβλίον καλούμενον Κυριακοδρόμιον»: ήγουν Διδαχαί, και ομιλίαι εις τας Κυριακάς όλου του Ενιαυτού (греч.). — 1657. (Составленная из молитв и поучений на все воскресные дни года, содержит 56 бесед на воскресные Евангелия, переведенные на простой язык – труды разных писателей. В первой половине XVIII века западноболгарские книжники Иосиф Брадатый и Иоаким Кричевский перевели эту книгу на церковнославянский язык под названием «Недельник». Есть также ее перевод на турецкий язык).
- Αγαπίου μοναχού του Κρητός. Βιβλίον καλούμενον Παράδεισος : εκ των λόγων του οσίου και θεοφόρου Πατρός ημών Σημεώνος του Μεταφραστού (греч.). — 1664.
- Αγαπίου μοναχού του Κρητός. «Книга называемая Летняя» = «Βίβλος καλουμένη Καλοκαιρινή»: περιέχουσα Βίους Αγίων τινών, τους ωραιοτέρους του Καλοκαιρίου, από την α' του Μαρτίου, έως ταις ύστεραις του Αυγούστου (греч.). (Содержит подборку из житий святых лета, с 1 марта до 31 августа (простым языком)).